# Piattaforma di ghiaccio Larsen

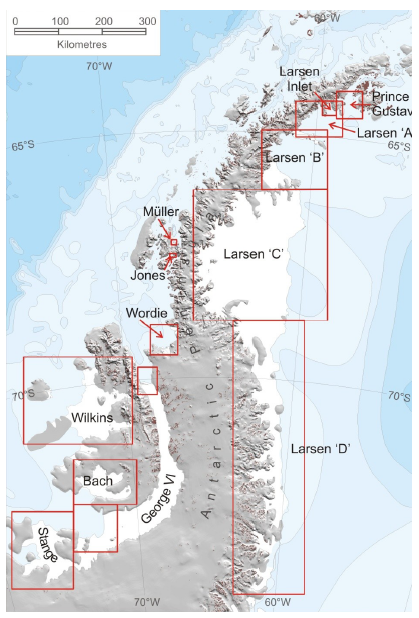
Le quattro parti in cui si considera divisa la piattaforma glaciale Larsen.

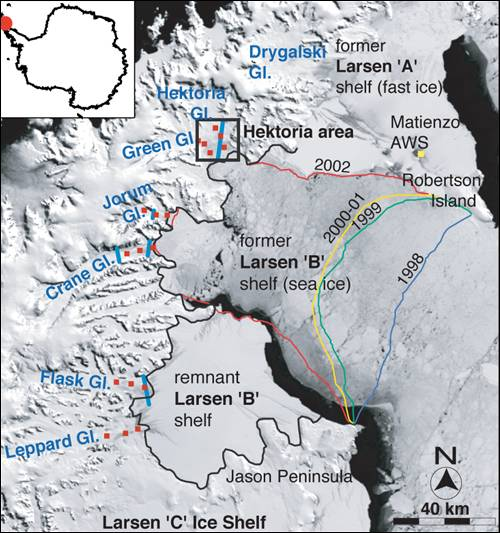
Il collasso della piattaforma, si nota la diminuzione dell'estensione dal 1998 al 2002.

La piattaforma di ghiaccio Larsen (67° 30′ S,  62° 30′ W) è una grande piattaforma glaciale situata nella zona nord occidentale del mare di Weddell che si estende lungo la costa orientale della penisola Antartica da capo Longing fino alla penisola Smith, in Antartide. La piattaforma fu così chiamata in onore del capitano Carl Anton Larsen, comandante della baleniera norvegese Jason, che nel dicembre del 1893 navigò lungo il fronte ghiacciato fino alla latitudine di 68°10' Sud, quota fino ad allora mai raggiunta.
Più precisamente, la piattaforma Larsen è l'insieme di quattro piattaforme che occupano (o occupavano) tre diverse baie lungo la costa. Da nord a sud, i ricercatori che lavorano nell'area identificano tali piattaforme come Larsen A (la più piccola), Larsen B, Larsen C (la più grande) e la Larsen D.

## Piattaforma glaciale
Diversi studi hanno dimostrato che a metà dell'attuale interglaciale l'odierna piattaforma Larsen A, che era la più settentrionale ed esterna al Circolo polare antartico, si era disgregata per poi riformarsi circa 4 000 anni fa, mentre la Larsen B è rimasta stabile per almeno 10-12 000 anni.
La massima età raggiunta dal ghiaccio sull'attuale fronte della piattaforma arriva soltanto a circa 200 anni. La velocità di avanzamento del ghiacciaio Crane è aumentata di tre volte dopo il collasso della Larsen B e ciò è probabilmente dovuto al fatto che è venuto a mancare l'effetto frenante dato dalla grande massa della piattaforma.
I dati raccolti nel 2007 da un team di ricercatori internazionali grazie a misurazioni radar satellitari sembrano indicare che la massa totale dell'intera piattaforma stia diminuendo sempre di più.
Il collasso della Larsen B ha rivelato un fiorente ecosistema chemiotrofico ad una profondità di 800 m sotto il livello del mare. Nonostante la bassa temperatura dell'acqua e la quasi totale assenza di luce, infatti, una comunità di vongole e diversi biofilm popolavano riccamente i sedimenti marini. La scoperta del tutto casuale è avvenuta quando alcuni scienziati dello U.S. Antarctic Program hanno analizzato la natura di alcuni sedimenti prelevati da una profonda depressione glaciale grande due volte il Texas nella zona nord occidentale del mare di Weddell.  Grazie allo strato di ghiaccio che la ricopriva, l'area era rimasta protetta da detriti e sedimenti, che hanno invece iniziato a depositarsi sui biofilm dopo la rottura del suddetto strato. Tale riparo offerto dalla piattaforma, assieme alla presenza di metano e acido solfidrico ed all'esistenza di sorgenti fredde di idrocarburi (in inglese: cold seeps) che  possono fungere da fonte di energia chimica atta al mantenimento di un ecosistema, avevano reso possibile lo svilupparsi della vita anche in un ambiente così ostile. Ulteriori osservazioni hanno permesso di vedere come le vongole avessero formato colonie proprio tutto intorno alla bocca delle sorgenti.

### Rottura

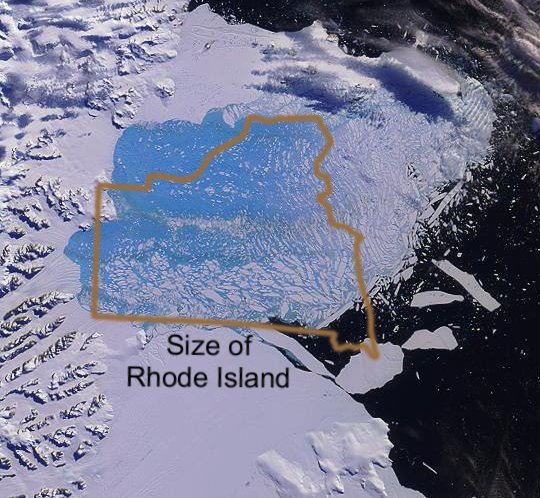
Un'immagine del collasso della piattaforma Larsen B ed il suo confronto con lo stato di Rhode Island.

Pezzi della Larsen B rimasti fino al 2005.

Gli eventi di disgregamento della piattaforma Larsen furono davvero insoliti rispetto a quanto visto fino ad allora. Tipicamente, le piattaforme glaciali perdono massa a causa del distacco di iceberg o a causa dello scioglimento delle loro superfici, superiore ed inferiore, ma tale perdita di massa viene compensata dal continuo flusso glaciale che alimenta la piattaforma; nel caso della Larsen, invece, il disgregamento della piattaforma fu così vasto e veloce come mai si era visto prima. Nel 2005 il quotidiano The Independent associò la insolita, massiccia disintegrazione della Larsen ai cambiamenti climatici che stavano colpendo la penisola Antartica, con un riscaldamento medio di 0,5 °C per decennio a cominciare dalla fine degli anni quaranta. Stando ad alcuni articoli pubblicati sulla rivista Journal of Climate  nel 2006 questo riscaldamento localizzato è causato dal riscaldamento globale antropogenico che avrebbe portato ad un rafforzamento dei venti circolanti in Antartide.

#### Larsen A
La piattaforma Larsen A si è disintegrata nel gennaio 1995.

#### Larsen B
Tra la fine di gennaio e l'inizio di marzo 2002 la piattaforma Larsen B collassò parzialmente ed alcune parti si ruppero per un totale di 3250 km² di ghiaccio spesso 220 m, una superficie comparabile a quella dello stato di Rhode Island. Nel 2015 uno studio basato sull'osservazione del flusso glaciale e del rapido insottilimento dei ghiacciai della zona, ha concluso che la porzione rimanente della Larsen B si disintegrerà entro la fine del decennio.
Stando ai ricercatori della Queen's University, la Larsen B era rimasta stabile per almeno 12 000 anni, praticamente per l'intero Olocene, sin dalla fine dell'ultima era glaciale. Al contrario, sempre secondo quello studio, la Larsen A "era scomparsa per gran parte del periodo e si era riformata circa 4 000 anni fa".
Nonostante la sua stabilità millenaria, la piattaforma Larsen B ha ceduto a causa alle correnti calde che letteralmente consumavano la parte inferiore della piattaforma. Ciò che all'inizio sorprese particolarmente i glaciologi fu la velocità con cui la piattaforma era arrivata alla rottura, il tempo impiegato era stato infatti inferiore alle tre settimane. Si comprese poi che alcuni fattori non erano stati presi in considerazione, come ad esempio il fatto che durante le 24 ore di luce del giorno estivo, sulla superficie della piattaforma si formasse dell'acqua liquida che, penetrando nelle fessure e ricongelando, agiva da cuneo provocando con l'andare del tempo la rottura della piattaforma. Secondo Ted Scambos, dello National Snow and Ice Data Center della University of Colorado, l'aumento globale della temperatura dell'aria non è stato il solo fattore ad aver causato la rottura, altri fattori da chiamare in causa sarebbero infatti l'aumento della temperatura degli oceani ed una diminuzione graduale della massa glaciale che sta avendo luogo da secoli nella penisola Antartica.

#### Larsen C

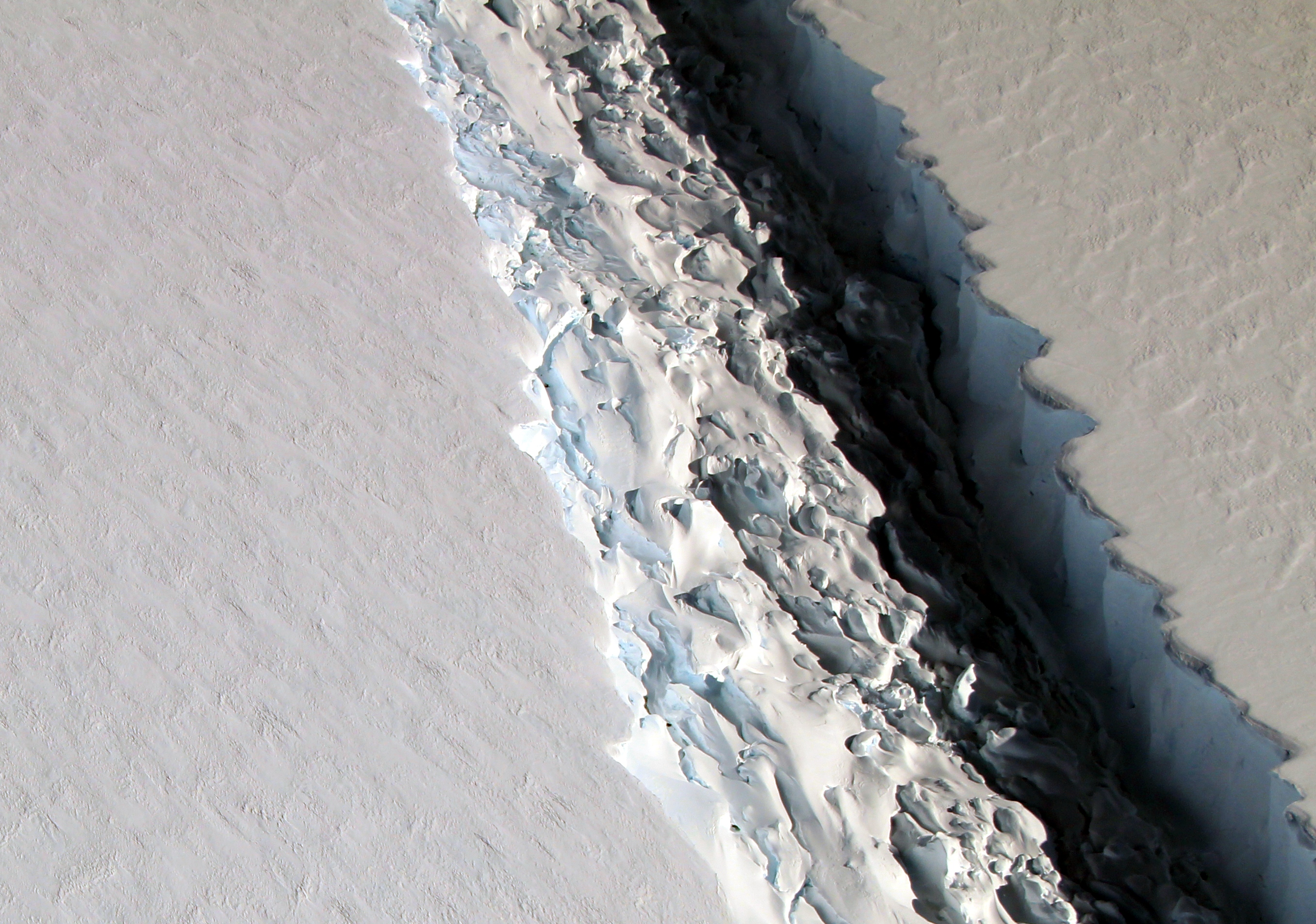
Un dettaglio della spaccatura fotografata il 10 novembre 2016 nella Larsen C da John Sonntag, ricercatore NASA.

Nel 2004 uno studio ha concluso che, sebbene la terza regione della piattaforma, posta nella parte più meridionale e denominata "Larsen C", appaia essere relativamente stabile, il continuo riscaldamento potrebbe portare alla sua disntegrazione entro la fine del prossimo decennio, e nuovi rilevamenti effettuati nell'estate del 2016 sembrano indicare che il temuto processo di disintegrazione abbia già avuto inizio. Il 10 novembre 2016, nel corso dell'operazione IceBridge, alcuni ricercatori NASA hanno fotografato una spaccatura presente nella piattaforma Larsen C, mostrandone le impressionanti dimensioni: circa 110 km di lunghezza per una larghezza di 91 m e una profondità di 500 m. A dicembre 2016, la frattura si era estesa di altri 21 km, al punto che erano rimasti soltanto 20 km prima della completa rottura con il conseguente collasso di un'area di circa 6000 km², corrispondente a circa il 9-12% dell'intera piattaforma.

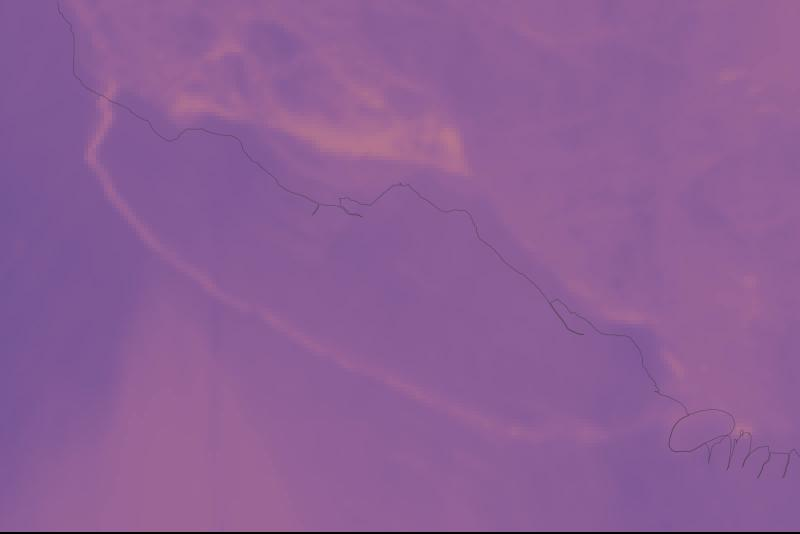
Un'immagine ottenenuta dal MODIS montato sul satellite Aqua della NASA che mostra la completa rottura della piattaforma avvenuta il 12 luglio 2017.

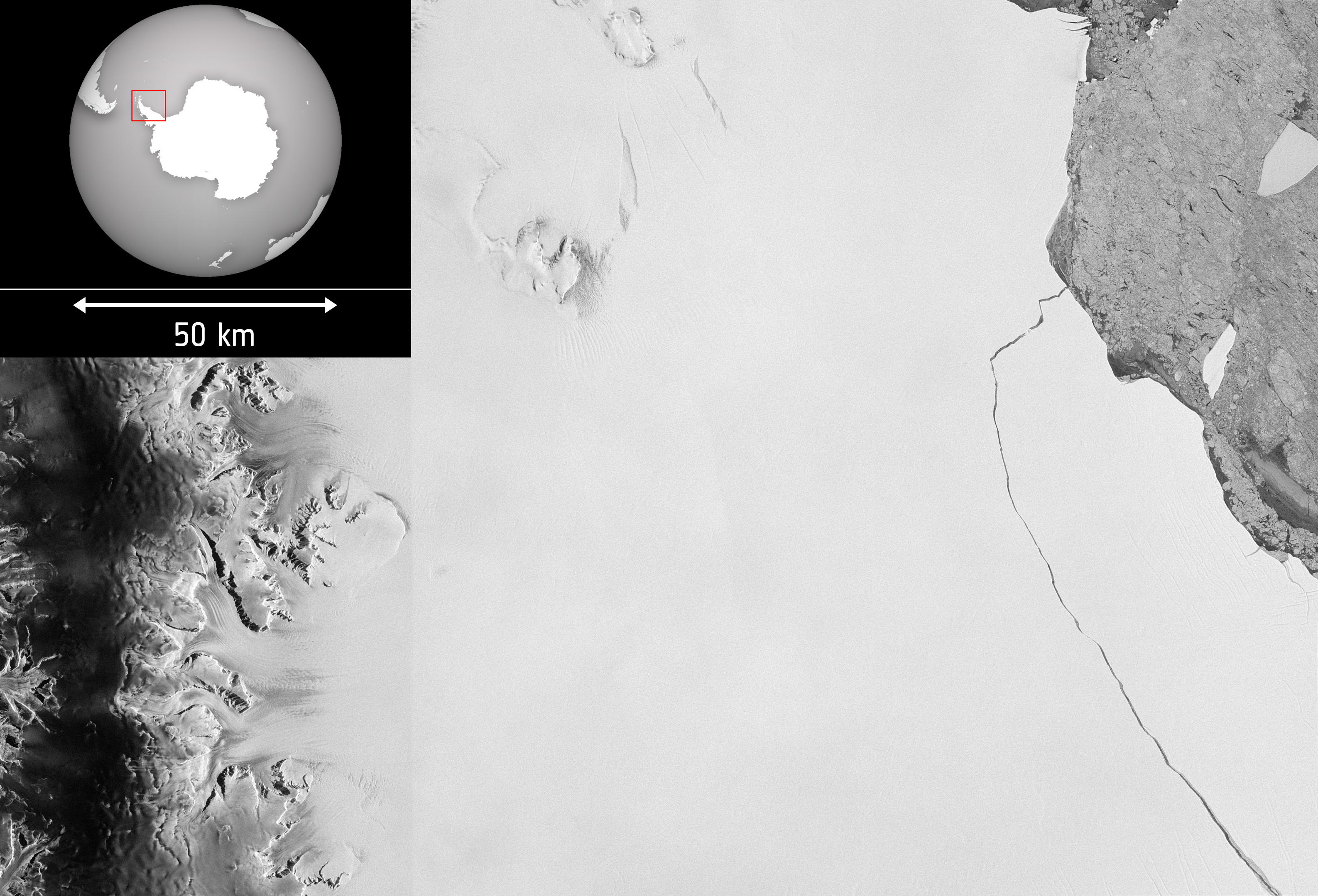
Un'immagine fotografica della completa frattura della piattaforma ottenuta dal satellite Sentinel-1B dell'ESA il 12 luglio 2017.

Mercoledì 12 luglio 2017, membri del progetto MIDAS, un progetto di monitoraggio delle piattaforme glaciali finanziato dalla NASA, hanno annunciato che tra il 10 e il 12 luglio è avvenuto il distacco di una porzione di 5800 km² di ghiaccio dalla Larsen C. L'iceberg venutosi a creare, denominato A68, pesa più di un trilione di tonnellate ed ha uno spessore di oltre 200 m. La rottura finale è stata osservata dallo spettroradiometro MODIS presente sul satellite Aqua della NASA e confermati dal radiometro VIIRS del satellite Suomi NPP. L'iceberg, denominato "A-68", ha iniziato a muoversi verso nord arrivando in mare aperto il 6 febbraio 2020 e giungendo, alla fine dello stesso anno, nei pressi delle isole della Georgia del Sud suscitando preoccupazione nella comunità scientifica per la minaccia che avrebbe potuto rappresentare per i pinguini e le foche delle isole, nel caso in cui si fosse incagliato nel fondale marino e fosse rimasto lì per anni. Fortunatamente, l'iceberg ha invece proseguito il suo viaggio verso nord frammentadosi via via, e il 16 aprile 2021, quando ormai il più vasto dei frammenti misurava meno di 5 km di lunghezza, lo US National Ice Center ha smesso di monitorare continuamente l'iceberg.

Si stima che se anche la rimanente regione della piattaforma dovesse sciogliersi, il livello dei mari aumenterebbe di circa 10 cm, a quel punto, inoltre, l'enorme piattaforma Larsen avvistata per la prima volta nel 1893 da Carl Anton Larsen e dai marinai della Jason sarebbe andata in gran parte distrutta meno di un secolo e mezzo dopo la sua scoperta.

#### Larsen D
La piattaforma Larsen D è situata tra la penisola Smith, a sud, e l'altura di ghiaccio Gipps, a nord. La piattaforma è considerata a tutt'oggi piuttosto stabile e, anzi, negli ultimi cinquant'anni la sua superficie è aumentata, in controtendenza con quanto avvenuto per diverse altre piattaforme come la sopraccitata Larsen C. La ricognizione più recente ha mostrato un'estensione della formazione di circa 22.600 km2 ma la misura non risulta troppo precisa a causa del fatto che, la veloce formazioni di ghiaccio marino davanti ad essa, rende difficile distinguere il confine tra la piattaforma e la banchisa.